# Gavin Mahon
Gavin Andrew Mahon (* 2. Januar 1977 in Birmingham) ist ein englischer Fußballspieler, der seit 2011 beim englischen Drittligisten Notts County unter Vertrag steht.

## Spielerkarriere
Mahon startete seine Karriere als Jugendlicher bei den Wolverhampton Wanderers, aber es reichte dort nicht für einen Profivertrag. Also wechselte er 1996 kostenlos zu Hereford United, wo er zweieinhalb Saisons blieb. In dieser Zeit spielte er 83 Spiele und schoss 4 Tore. Mit dieser Leistung beeindruckte er den Manager des FC Brentford, von dem er unter Vertrag genommen wurde. Nach vier Jahren und 150 Einsätzen wechselte er schließlich zum FC Watford, wo er bis zum Ende der Saison 2008/09 einen Vertrag hatte.
Nachdem signalisiert wurde, dass der Kontrakt nicht verlängert werden sollte, wechselte Mahon bereits zum Jahresende 2007 zunächst Leihbasis zu den Queens Park Rangers und unterzeichnete dort im Juli 2008 einen neuen Vertrag.
Am 25. August 2011 wechselte er zum Drittligisten Notts County.